# Stygobromus canadensis
Stygobromus canadensis är en kräftdjursart som beskrevs av John R. Holsinger 1980. Stygobromus canadensis ingår i släktet Stygobromus och familjen Crangonyctidae. Inga underarter finns listade i Catalogue of Life.